# Iso Akanjärvi (sjö i Posio, Lappland, Finland)
Iso Akanjärvi eller Akanjärvi är en sjö i Finland. Den ligger i kommunen Posio i landskapet Lappland, i den norra delen av landet, 700 km norr om huvudstaden Helsingfors. Iso Akanjärvi ligger 241,6 meter över havet. Den är 7,9 meter djup. Arean är 97,5 hektar och strandlinjen är 7,74 kilometer lång. Sjön  ingår i Ijo älvs huvudavrinningsområde. 